# Pando
Pando – departament w północnej Boliwii. Zajmuje powierzchnię 63 827 km². W 2012 roku liczył 110 436 mieszkańców, a gęstość zaludnienia wynosiła 1,7 mieszk./km². Stolicą departamentu jest Cobija, które jest również największym miastem departamentu z populacją liczącą w 2012 roku 44 120 mieszkańców. Dzieli się na 5 prowincji.

## Demografia
W 2012 roku populacja departamentu liczyła 110 436 mieszkańców. W porównaniu z 2001 rokiem rosła ona średnio o 6,74% rocznie.
|  |

## Podział na prowincje
Tabela przedstawia populację poszczególnych prowincji departamentu Pando w 2001 roku, z wyróżnieniem mężczyzn i kobiet.
| Kod   | Prowincja         | Populacja | Mężczyźni | Kobiety |  |
| ----- | ----------------- | --------- | --------- | ------- |  |
| 0901  | Nicolás Suárez    | 29 536    | 15 917    | 13 619  |  |
| 0902  | Manuripi          | 8 230     | 4 647     | 3 583   |  |
| 0903  | Madre de Dios     | 9 521     | 5 212     | 4 309   |  |
| 0904  | Abuna             | 2 996     | 1 790     | 1 206   |  |
| 0905  | Federico Román    | 2 242     | 1 374     | 868     |  |
| Razem |                   |           |           |         |  |
| 09    | Departament Pando | 52 525    | 28 940    | 23 585  |  |

Źródło:INE